# Марио Монти
Марио Монти (на италиански: Mario Monti) е италиански и европейски политик от партията Граждански избор (2013 – 2015) и икономист.
Той е доживотен сенатор. От 2011-а до 2013 г. е министър-председател на Италия, от 2011-а до 2012 г. – и министър на икономиката и финансите. . От 1995-а до 2004 г. е еврокомисар, отговарящ за вътрешния пазар, услугите, митниците и данъчното облагане. Европейски комисар по конкуренцията от 1999-а до 2004 г. От 2004 г. е президент на университета „Бокони“ в Милано, като преди това е бил негов ректор (1989 – 1994).

## Биография

### Ранен живот и академична кариера
Марио Монти е роден на 19 март 1943 г. в северно-италианския град Варезе, Италия, в семейството на банкер. Завършва икономика и мениджмънт в световноизвестния реномиран университет Бокони в град Милано. След завършването си специализира в Йейлския университет в САЩ, при носителя на Нобелова награда за икономика Джеймс Тоубин. Бил е професор в университетите в Тренто и Торино между 1970 и 1985 г. и в Бокони в Милано между 1985 и 1989 г.
От 1989 до 1994 година е ректор в университета Бокони, а от 1994 до 1999 и от 2004 до днес негов президент.

### Политическа кариера
През 1995 година Монти е избран за еврокомисар по вътрешния пазар и услугите в Европейската комисия на Жак Сантер, а от 1999 година и за Комисар по конкуренцията на Европейската комисия ръководена от Романо Проди. След края на втория му мандат, Монти не е номиниран отново от тогавашния министър-президент на Италия Силвио Берлускони. Негов наследник като еврокомисар по конкуренцията е холандката Нели Крус, а за италиански комисар е номиниран Франко Фратини.
Като еврокомисар по конкуренцията той предприема стъпки за ограничаването на влиянието на интернационални концерни като Microsoft и Volkswagen. През 2000 година по негово настояване Европейската комисия осъжда федералната провинция Северен Рейн-Вестфалия за оказаната помощ за спасяването на банката WestLB. През 2007 година става член на Съвета за бъдещето на Европа.
На 9 ноември 2011 година италианският президент Джорджо Наполитано номинира Монти за доживотен сенатор.
Още преди подаването на оставката на премиера Силвио Берлускони, Монти е сочен като евентуален негов приемник. След неговата оставка на 12 ноември 2011 година, Монти е номиниран от президента за премиер и от 16 ноември оглавява временното правителство на експерти, како основните цели на неговото правителство са борбата с бюджетния дефицит и неговите последиците, както и прилагането на антикризисни мерки, които да извадят страната от финансовата криза. На 17 ноември, същата година, Монти печели вот на доверие за правителството си в Сената, след като представил програма за радикални икономически реформи.

### Организации
Между 2004 и 2008 година Монти е член и президент на борда на брюкселската Тинк-танк BRUEGEL. През 2004 година участва в създаването на т.нар. Спинели-група, отстояла тезите на Еврофедерализма. Член е на борда на т.нар. Билдърбъргска група, както и на Трилатералната комисия.
Монти е съветник на Голдман Сакс и Кока-Кола.

## Семейство
Марио Монти е семеен с две деца.